# Île Johnson
Pour les articles homonymes, voir Johnson.
L'île Johnson est une île du lac Erié située dans la baie de Sandusky, à 4,8 km de la ville de Sandusky dans le comté d'Ottawa en Ohio, aux États-Unis.
C'était le site d'un camp de prisonniers de guerre pour les officiers confédérés capturés pendant la guerre de Sécession. Au départ, cette île était la seule prison de l'armée de l'Union exclusivement réservée aux officiers de l'armée des États confédérés mais a finalement détenu des soldats, des prisonniers politiques, des personnes condamnées à la cour martiale et des espions. Des civils qui ont été arrêtés en tant que guérilleros ou bushwhackers, ont également été emprisonnés sur l'île. Au cours de ses trois années de fonctionnement, plus de 15 000 hommes y ont été incarcérés.
Le site de la prison et du fort de la guerre civile de Johnson Island est inscrit au Registre national des lieux historiques depuis le 27 mars 1975 sous le n° 75001514 et déclaré National Historic Landmark dans l'Ohio depuis le 21 juin 1990.

## Durant la guerre de Sécession
À la fin de 1861, les fonctionnaires fédéraux choisissent l'île Johnson comme site d'un camp de prisonniers de guerre pour contenir jusqu'à 2 500 officiers confédérés capturés. L'île offre un accès facile par bateau aux fournitures nécessaires pour construire et entretenir une prison et sa population. La baie de Sandusky offrait plus de protection contre les éléments que sur les autres îles voisines, qui étaient également plus proches du Canada en cas d'échappée. Les bois de carya et de chêne pouvaient fournir du bois et du combustible. Le gouvernement américain a loué la moitié de l'île au propriétaire privé Leonard B. Johnson, et pendant la durée de la guerre, il a soigneusement contrôlé l'accès à l'île.
La prison de 6,7 hectares a ouvert ses portes en avril 1862. Une palissade en bois de 5 m de haut a entouré 12 bâtiments de deux étages abritant une caserne, un hôpital, des latrines, un stand de commerçant, trois puits, une maison d'isolement sanitaire et deux grandes salles à manger (ajoutées en août 1864). Plus de 40 bâtiments se trouvaient à l'extérieur des murs de la prison, y compris des granges, des écuries, un four à chaux, des fortins, des casernes pour les officiers et un magasin à poudre. Ils ont été utilisés par les volontaires du 128th Ohio Infantry (en), qui gardait la prison. Les prisonniers avaient des moments d'animation, avec des représentations théâtrales amateurs, des projets d'édition et d'artisanat disponibles.
Après le démantèlement d'un réseau d'espionnage confédéré qui complotait, la saisie du navire de guerre des Grands Lacs USS Michigan, 1843 (en) et une évasion massive de prisonniers, les forts Johnson et Hill furent construits au cours de l'hiver 1864-1865. Ils ne furent opérationnels qu'en mars 1865, au cours des derniers mois de la guerre, lorsque la population carcérale atteignit un pic de 3 200 personnes.
Plus de 15 000 hommes sont passés par l'île Johnson jusqu'à sa fermeture en septembre 1865. Environ 200 prisonniers sont morts des hivers rigoureux de l'Ohio, des pénuries de nourriture et de carburant de chauffage et de la maladie. L'île Johnson avait l'un des taux de mortalité les plus bas de toutes les prisons de la guerre civile. Les confédérés ont fait de nombreuses tentatives d'évasion, y compris des efforts de certains pour traverser le lac Érié gelé vers la liberté au Canada, mais seulement quelques évasions ont réussi.
Parmi les éminents généraux confédérés emprisonnés sur l'île Johnson, il y avait Isaac Ridgeway Trimble et James J. Archer (tous deux capturés à la bataille de Gettysburg), William Nelson Rector Beall, Thomas Benton Smith, Edward « Allegheny » Johnson et les cavaliers Meriwether Jeff Thompson et John Sappington Marmaduke, William Lewis Cabell, plus tard maire de Dallas et le lieutenant Christopher Columbus Nash, plus tard le shérif de la paroisse de Grant, en Louisiane, qui a dirigé le massacre de Colfax en 1873, ont également été emprisonnés à Johnson's Island.

## Après la guerre
Après la guerre, le camp de prisonniers a été abandonné. La plupart des bâtiments ont été vendus aux enchères par l'armée et certains ont été rasés après être tombés en ruine. La dernière maison d'avant-guerre a brûlé par accident en 1901. Vers 1894, une résidence d'été a été établie à l'extrémité orientale de l'île, mais son pavillon a brûlé en 1897 et, bien que le pavillon ait été reconstruit plus tard, la station a échoué. La terre était utilisée pour l'agriculture et l'extraction de roches. De nombreuses maisons au bord du lac ont depuis été construites, et l'île est maintenant assez développée. À la suite de ce développement, la plupart des sites liés à la guerre civile ont été rasés.
Le 8 juin 1910, la statue de Moses Ezekiel, un monument aux prisonniers confédérés détenus sur l'île, a été dévoilée.
En 1990, l'île Johnson a été désignée National Historic Landmark. Une chaussée a été construite pour la relier au continent. Le cimetière confédéré, ainsi que Fort Hill à l'intérieur de l'île, sont accessibles au public. Des études radar pénétrant le sol ont prouvé que plusieurs tombes se trouvent à l'extérieur de sa clôture. L'Université d'Heidelberg effectue des fouilles archéologiques annuelles sur le site de la prison.
Les Friends and Descendants of Johnson's Island Civil War Prison ont été créés en 2001 pour aider à la préservation, à l'interprétation et à l'éducation du site de la prison de Johnson's Island. En collaboration avec l'Université d'Heidelberg, les Amis ont parrainé des programmes éducatifs et de recherche dans ce site historique national.

## Détenus notables
- Isaac R. Trimble (1802–1888), officier de l' armée des États-Unis ), ingénieur civil, éminent directeur et exécutif de la construction de chemins de fer et général confédéré.
- James J. Archer (1817-1864), avocat, officier de l'armée des États-Unis pendant la guerre américano-mexicaine et général de brigade confédéré.
- William Nelson Rector Beall (1825–1883), général de brigade confédéré.
- Thomas Benton Smith (1838-1923), général de brigade confédéré.
- Edward "Allegheny" Johnson (1816–1873), officier de l'armée américaine et général confédéré.
- Meriwether Jeff Thompson (1826-1876), général de brigade confédéré de la Garde d'État du Missouri pendant la guerre civile américaine et officier de cavalerie confédérée.
- John Sappington Marmaduke (1833–1887), 25e gouverneur du Missouri et général confédéré.
- William Lewis Cabell (1827–1911), général de brigade confédéré et maire de Dallas, Texas.
- Christopher Columbus Nash (1838–1922), soldat confédéré, marchand, shérif à Grant Parish, Louisiane.
- John Marshall Stone (1830–1900), gouverneur du Mississippi, 1876–1882 et 1890–1896 et soldat confédéré.
- James Steptoe Johnston (1843-1924), soldat confédéré, prédicateur, évêque de West Texas (Episcopal Church) et éducateur.

## Galerie

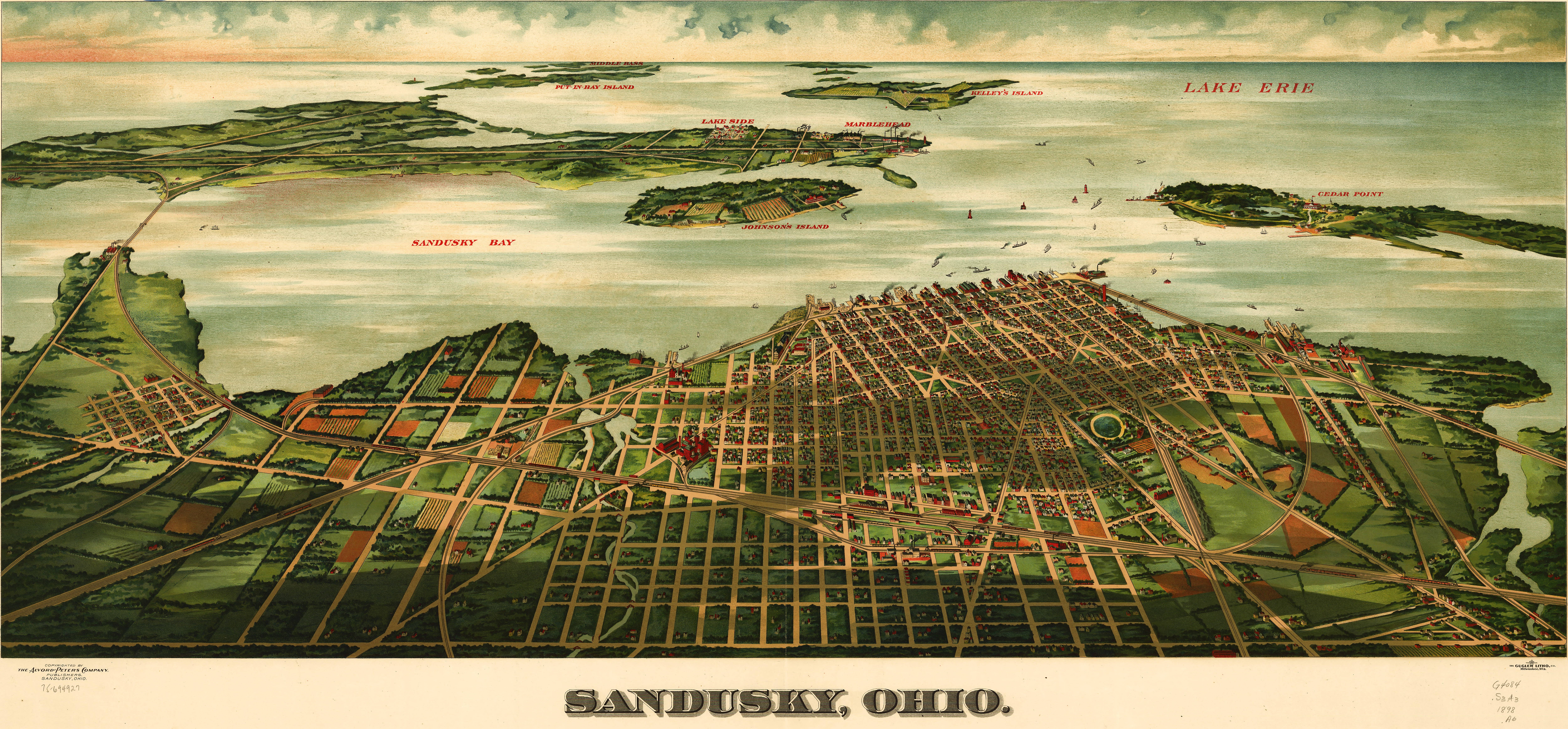
Baie de Sandusky
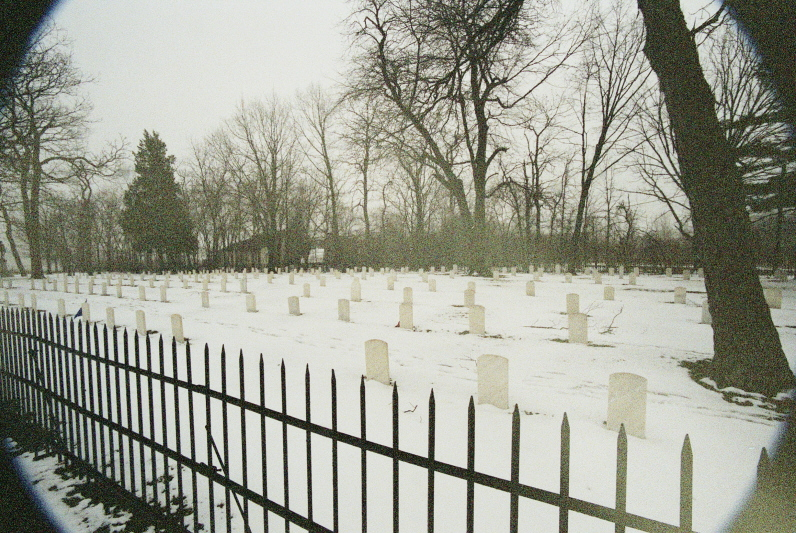
Cimetière
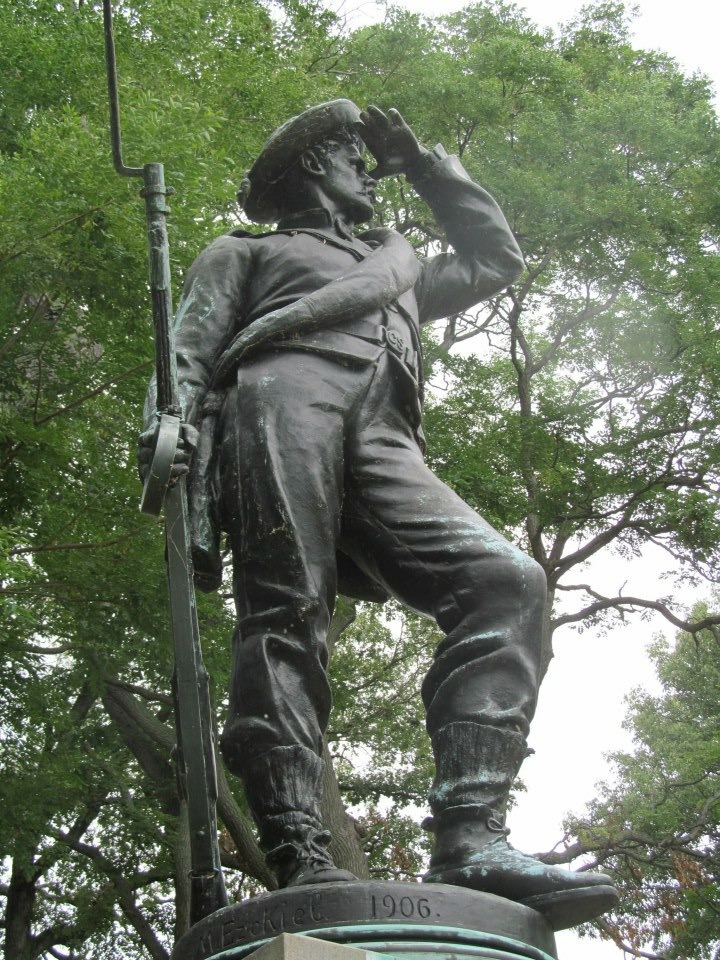
Monument